# ديك آر بوهرنشتات
ديك آر بوهرنشتات (بالإنجليزية: Dick R. Bohrnstedt)‏ مواليد 28 أبريل 1950 في كاليفورنيا، الولايات المتحدة، هو لاعب كرة مضرب أمريكي سابق وكان يلعب باليد اليمنى. أعلى تصنيف له في الفردي كان المركز الـ 98 في سنة 1977.

## روابط خارجية
- ديك آر بوهرنشتات على موقع رابطة محترفي التنس (الإنجليزية)
- ديك آر بوهرنشتات على موقع الاتحاد الدولي لكرة المضرب (الإنجليزية)
- ديك آر بوهرنشتات على موقع خلاصة التنس.كوم (الإنجليزية)